# Criteri de Leibniz
En anàlisi matemàtica, el criteri de Leibniz és un mètode, que deu el seu nom a Gottfried Leibniz, usat per demostrar la convergència de sèries alternades.
Una sèrie alternada és aquella sèrie matemàtica de la forma:
{\displaystyle \sum _{n=1}^{\infty }a_{n}(-1)^{n}} amb an ≥ 0.
Llavors, la sèrie convergirà si la successió d'an és monòtona decreixent i convergent a zero (s'han de complir ambdues condicions). A més, si
{\displaystyle \sum _{n=1}^{\infty }a_{n}(-1)^{n}=L}
i
{\displaystyle S_{k}=\sum _{n=1}^{k}a_{n}(-1)^{n}}
la suma parcial Sk aproxima la suma de la sèrie amb un error:
{\displaystyle \left|S_{k}-L\right\vert \leq \left|S_{k}-S_{k+1}\right\vert =a_{k+1}}
La inversa, en general, no és certa.